# Linwood (Nebraska)
Linwood es una villa ubicada en el condado de Butler en el estado estadounidense de Nebraska. En el Censo de 2010 tenía una población de 88 habitantes y una densidad poblacional de 91,34 personas por km².

## Geografía
Linwood se encuentra ubicada en las coordenadas 41°24′44″N 96°55′56″O / 41.41222, -96.93222. Según la Oficina del Censo de los Estados Unidos, Linwood tiene una superficie total de 0.96 km², de la cual 0.96 km² corresponden a tierra firme y (0%) 0 km² es agua.

## Demografía
Según el censo de 2010, había 88 personas residiendo en Linwood. La densidad de población era de 91,34 hab./km². De los 88 habitantes, Linwood estaba compuesto por el 94.32% blancos, el 0% eran afroamericanos, el 2.27% eran amerindios, el 0% eran asiáticos, el 0% eran isleños del Pacífico, el 0% eran de otras razas y el 3.41% pertenecían a dos o más razas. Del total de la población el 5.68% eran hispanos o latinos de cualquier raza.